# Rap-SM
Rap-SM (svenska mästerskapen i Rapmusik) är en talangtävling för svenska rappare. Tävlingen hölls för första gången i Fryshuset i Stockholm 1989.

## Rap-SM-vinnare
- 1989 - Sons of Soul
  - Andraplatsen gick till Ms Melodie som senare bytte namn till Leila K.
- 1991 - Infinite Mass
  - Tredjeplatsen gick till The Latin Kings som senare blev kända likaså Infinite Mass.
- 2001 - Fattaru

### Fotnoter
1. ↑  ”Arkiverade kopian”. Arkiverad från originalet den 18 augusti 2007. https://web.archive.org/web/20070818144032/http://www.streetzone.com/content/historia/svensk_historia/sida_03.asp. Läst 14 januari 2008.